# Zinguédessé
Ne doit pas être confondu avec Zanghindiessé.
Zinguédessé est une localité située dans le département de Komsilga de la province du Kadiogo dans la région Centre au Burkina Faso. En 2006, cette localité comptait 1 215 habitants dont 51,6 % de femmes.

## Santé et éducation
Le centre de soins le plus proche de Zinguédessé est le centre de santé et de promotion sociale (CSPS) de Komsilga tandis que les hôpitaux sont à Ouagadougou.
Le village possède trois écoles primaires publiques.